# Robert Kristan
Robert Kristan (né le 4 janvier 1983 à Jesenice en République socialiste de Slovénie) est un joueur professionnel de hockey sur glace slovène. Il évolue au poste de gardien de but.

## Biographie

### Carrière en club
De 2000 à 2006, il évolue à l'Acroni Jesenice avec un passage à l'HDD ZM Olimpija Ljubljana lors de la saison 2002-2003. Lors de la saison 2006-2007, il évolue au Brynäs IF en Elitserien. En 2007-2008, il retourne à l'Acroni Jesenice pensionnaire de l'EBEL. Il joue actuellement au KHL Medveščak en EBEL.

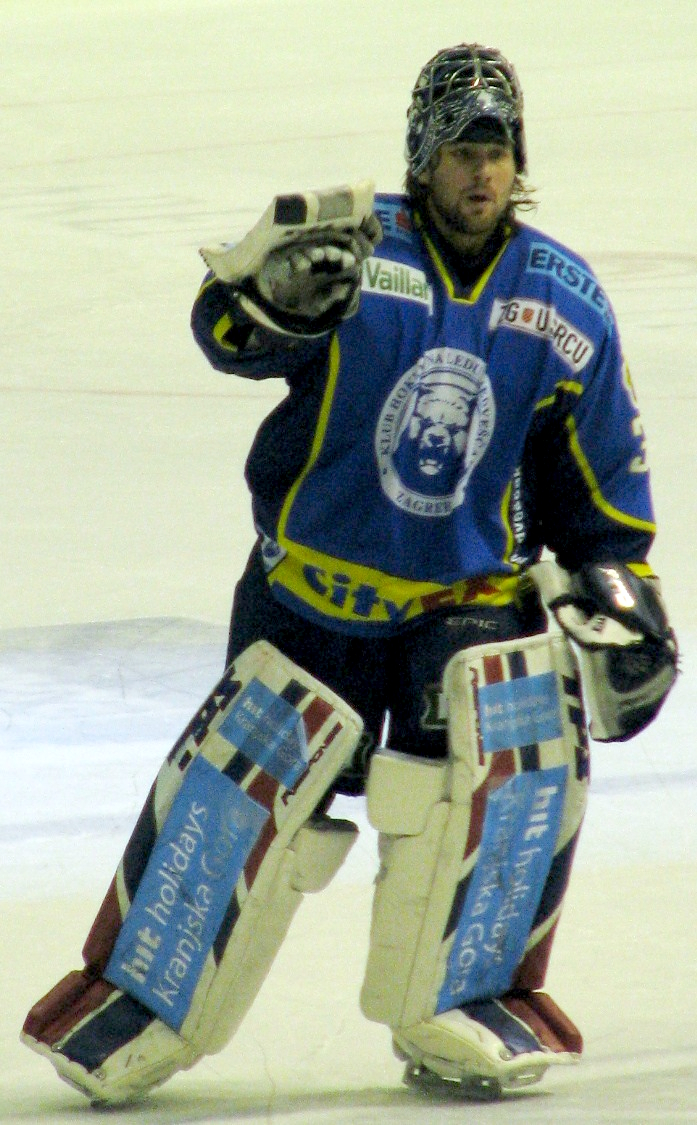
Kristan avec le KHL Medveščak

#### Différentes équipes
- Acroni Jesenice (Državno Prvenstvo & Interliga) 2000 à 2002
- HDD ZM Olimpija Ljubljana (Interliga) 2002-2003
- Acroni Jesenice (Državno Prvenstvo & Interliga) 2003 à 2006
- Brynäs IF  (Elitserien) 2006-2007
- Acroni Jesenice (EBEL) 2007-2008
- Mora IK (Allsvenskan) 2008-2009
- KHL Medveščak (EBEL) 2009 - 2013
- HK Nitra (Extraliga) 2013-2014

### Carrière internationale
Il représente l'Équipe de Slovénie de hockey sur glace aux différentes compétitions internationales depuis 2002.

## Trophées et honneurs personnels

### Championnat d'Autriche
- 2007-2008: Sélectionné dans l'équipe des meilleurs étrangers pour le Match des étoiles.

### Championnat du monde
- Mondiaux 2008Élu meilleur joueur slovène lors du match contre le Canada et la Lettonie.
- 2012 : nommé par les médias meilleur joueur de la division 1, groupe A.
- 2012 : nommé dans l'équipe type des médias de la division 1, groupe A.
- 2012 : nommé meilleur gardien de la division 1, groupe A.